# Sebastian Achim
Sebastian Zoltán Achim (Oradea, 2 giugno 1986) è un calciatore rumeno, difensore del Füzesgyarmat.

## Carriera
Ha giocato nella massima serie dei campionati rumeno ed ungherese.

## Palmarès

### Club

#### Competizioni nazionali
- Coppa di Romania: 1

Petrolul Ploiești: 2012-2013